# Монастырские сладости (Португалия)
Монастырские сладости (порт. Doçaria Conventual) — часть португальской кухни и общий термин для обозначения различных десертов в Португалии. Изначально монастырские сладости изготавливались монахинями, которые жили в португальских конвентах и монастырях. Начиная с XV века эти десерты интегрировались в кухни Португалии и бывших колоний Португалии. Основными ингредиентами таких десертов являются сахар, яичные желтки и миндаль.

## История
Монастырские сладости всегда были среди блюд, которые готовили в монастырях Португалии, но с XV века, с распространением сахара, они стали изготавливаться повсеместно. В XV веке было опробовано производство сахарного тростника сначала в Алгарве, а затем на Мадейре. В то время Португалия была одним из крупнейших производителей яиц в Европе, и избыточное количество яичных желтков изначально выбрасывалось или отдавалось животным в пищу. С расширением португальской империи и масштабным поступлением сахара из португальских колоний, яичные желтки нашли новое применение. С XVI века кондитерское искусство культивируется почти во всех монастырях страны. С середины XIX века, когда в Португалии было объявлено о ликвидации религиозных орденов, монахини и монахи столкнулись с необходимостью самостоятельно себя обеспечивать финансово. Продажа монастырских сладостей стала одним из способов заработка. Впоследствии рецепты таких сладостей стали передаваться из поколения в поколение и с тех пор стали частью португальской кухни.

## Список сладостей

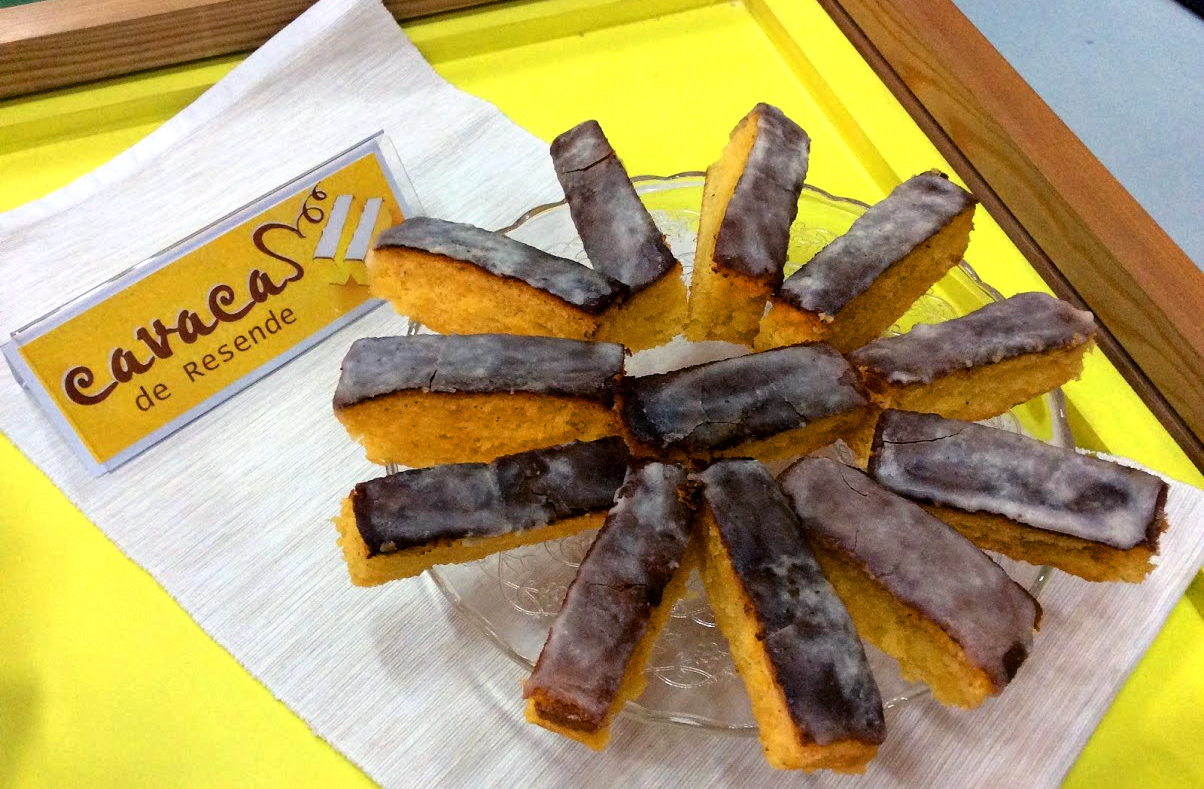
Кавака

### Вне зависимости от провинции

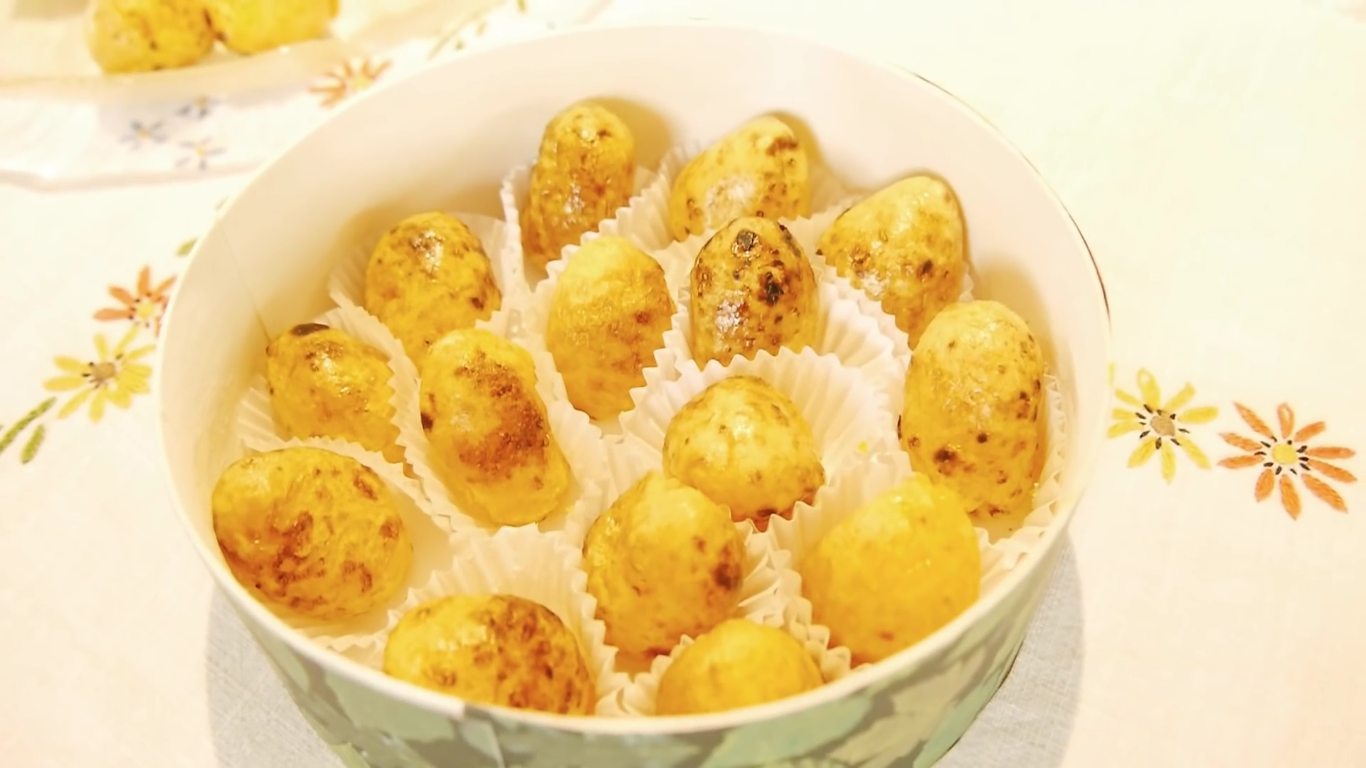
Castanhas de Ovos

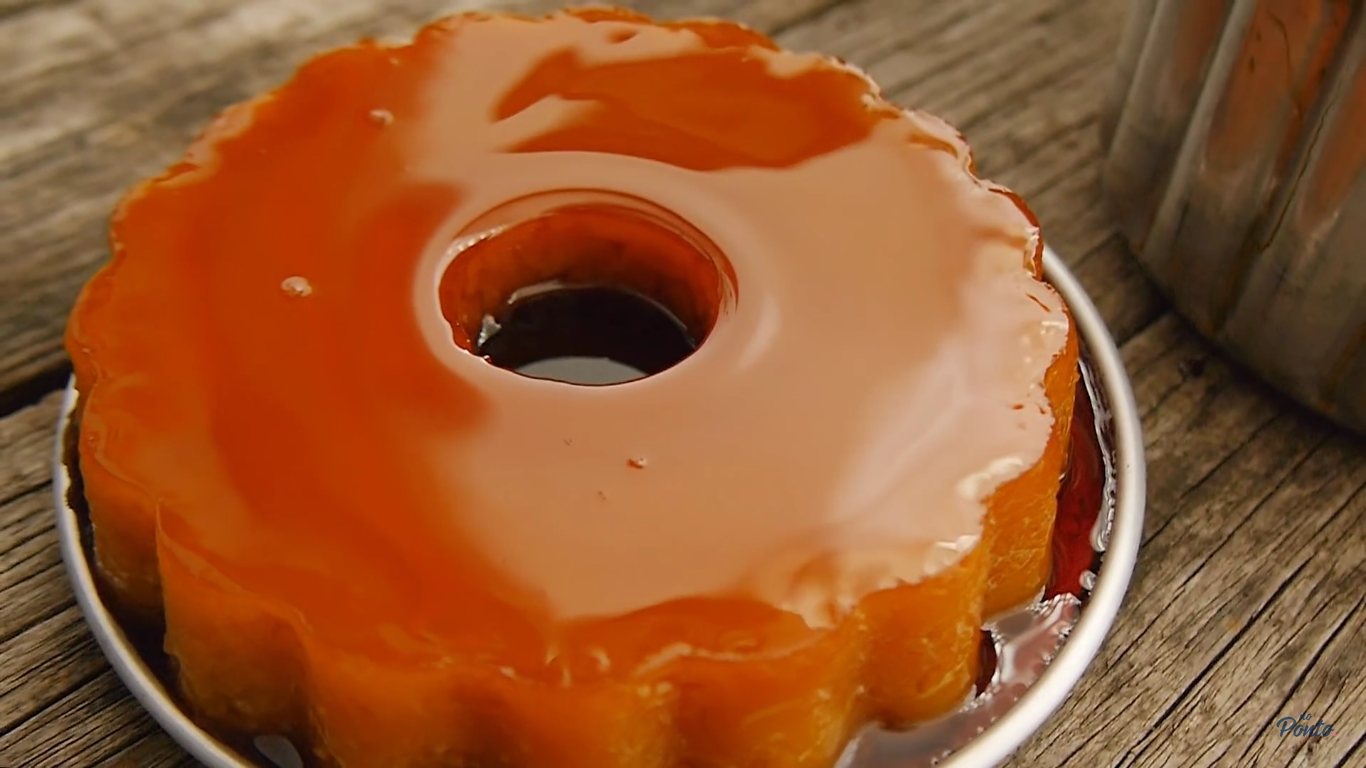
Пудинг аббата Пришкуша

- Сладкие гренки (порт. Rabanadas)
- Паштел-де-ната (порт. Pastel de nata)
- Папу-де-анжу (порт. Papo-de-anjo)
- Фиуш-де-овуш (порт. Fios de ovos)
- Castanhas de Ovos
- Suspiro
- Cavaca
- Lampreia de ovos
- Pão-de-ló
- Toucinho do Céu
- Филью (порт. Filhó)

### Минью

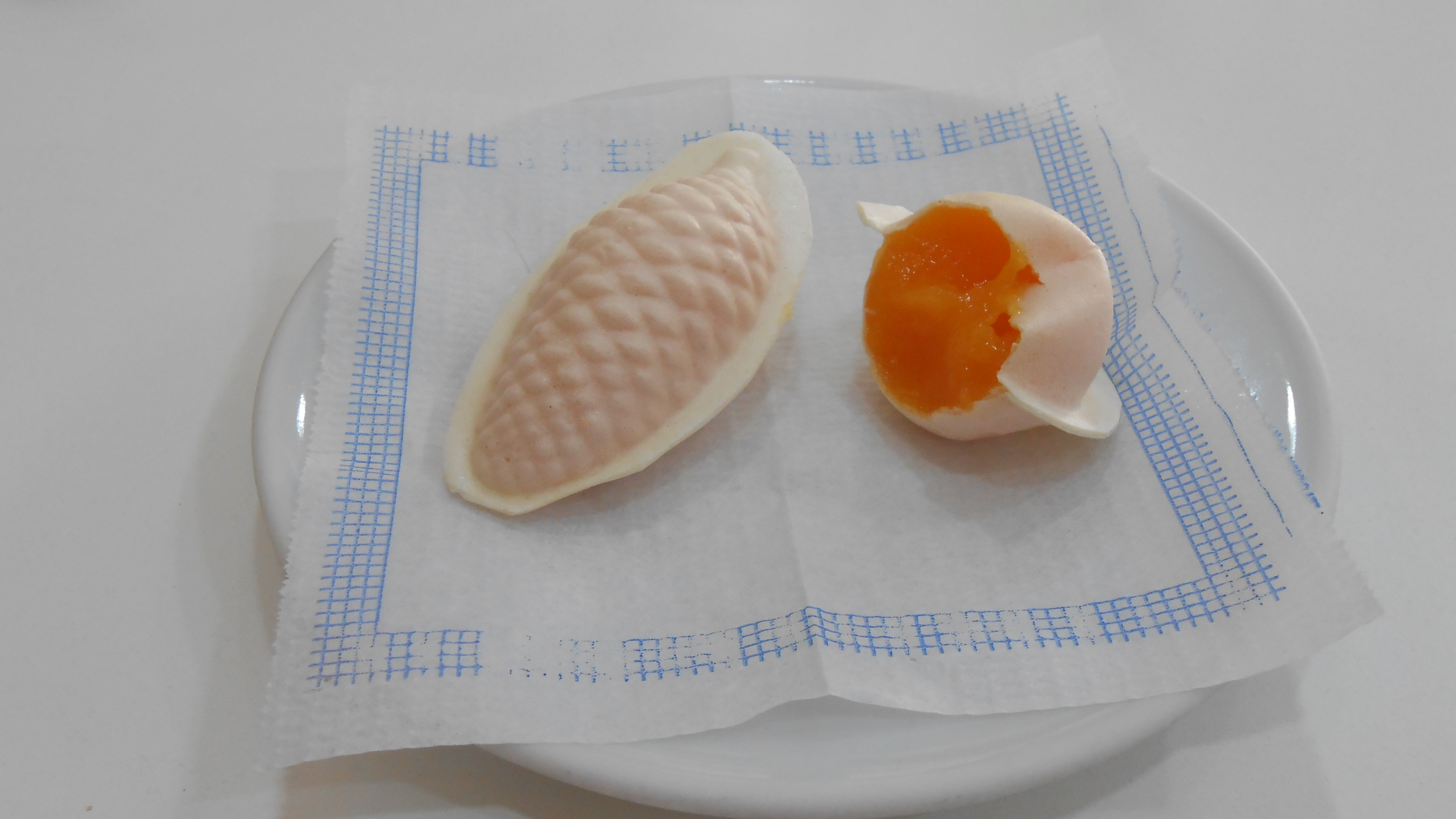
Овуш-молеш

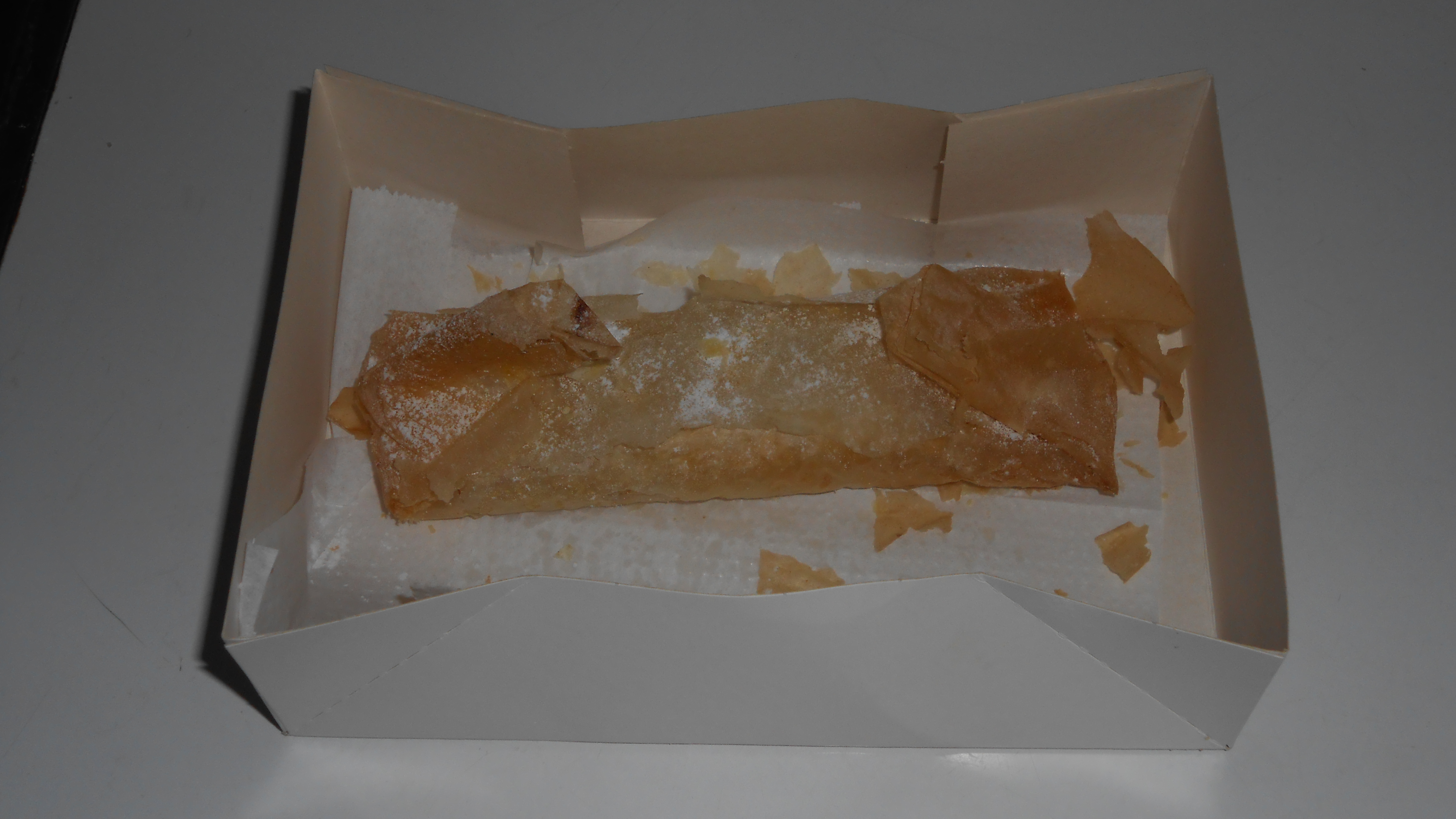
Паштел-де-Тентугал

- Meias Luas
- Papas Doces de Carolo
- Fidalguinhos
- Пудинг аббата Пришкуша
- Fataunços (Braga)
- Charuto de Ovos
- Pastel de São Francisco
- Bolacha do Bom Jesus
- Morcela Doce de Arouca
- Clarinha de Fão
- Баррига де фрейра

### Дору-Литорал

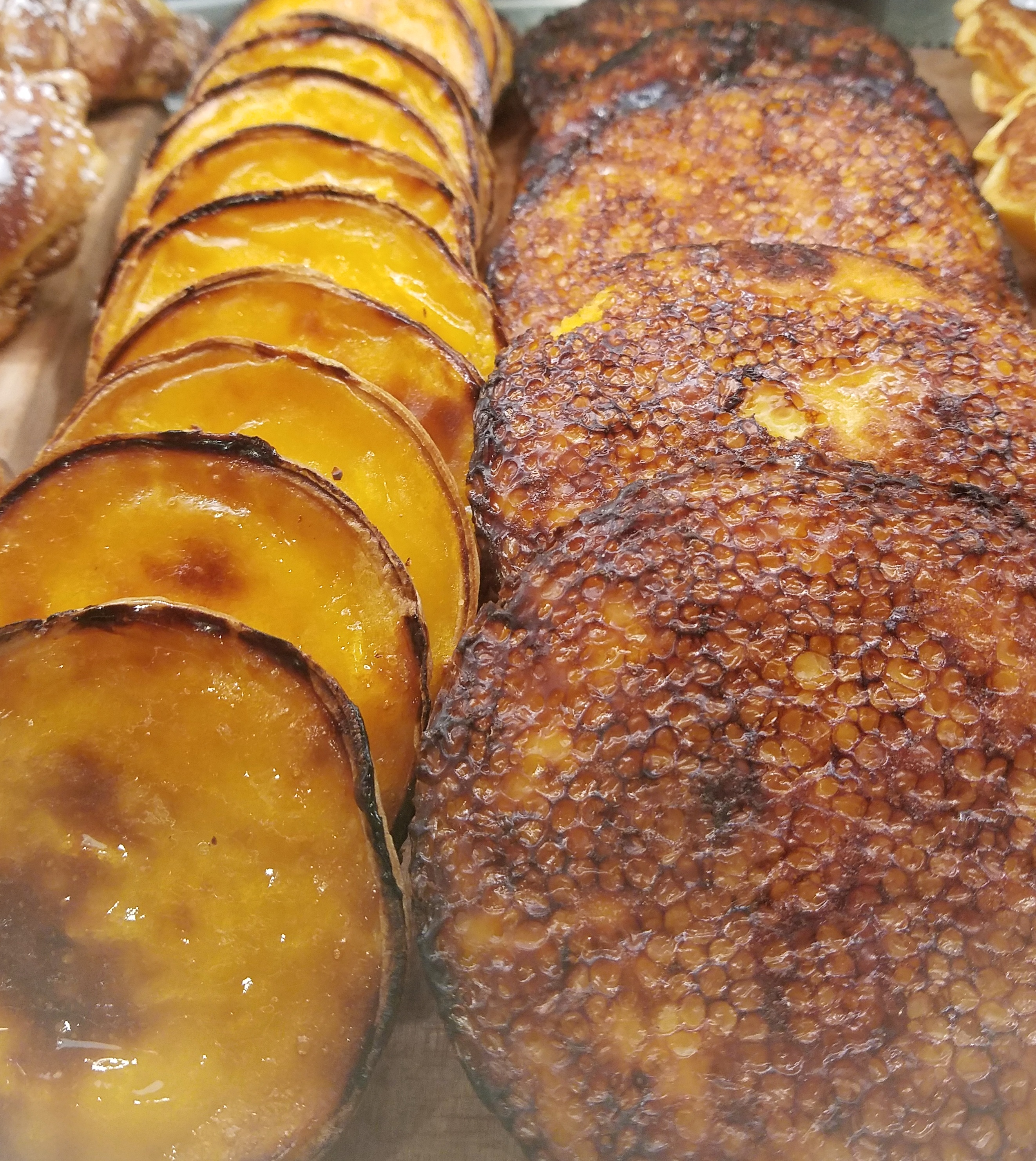
Тейжелада (справа) и рядом Тарте-де-Ната

- Sapateta
- Perronilha
- Lérias de Amarante
- Tabefe
- Pescoços de freira
- Amarantino
- Pão podre
- Foguetes de Amarante

### Траз-уш-Монтиш и Алту-Дору

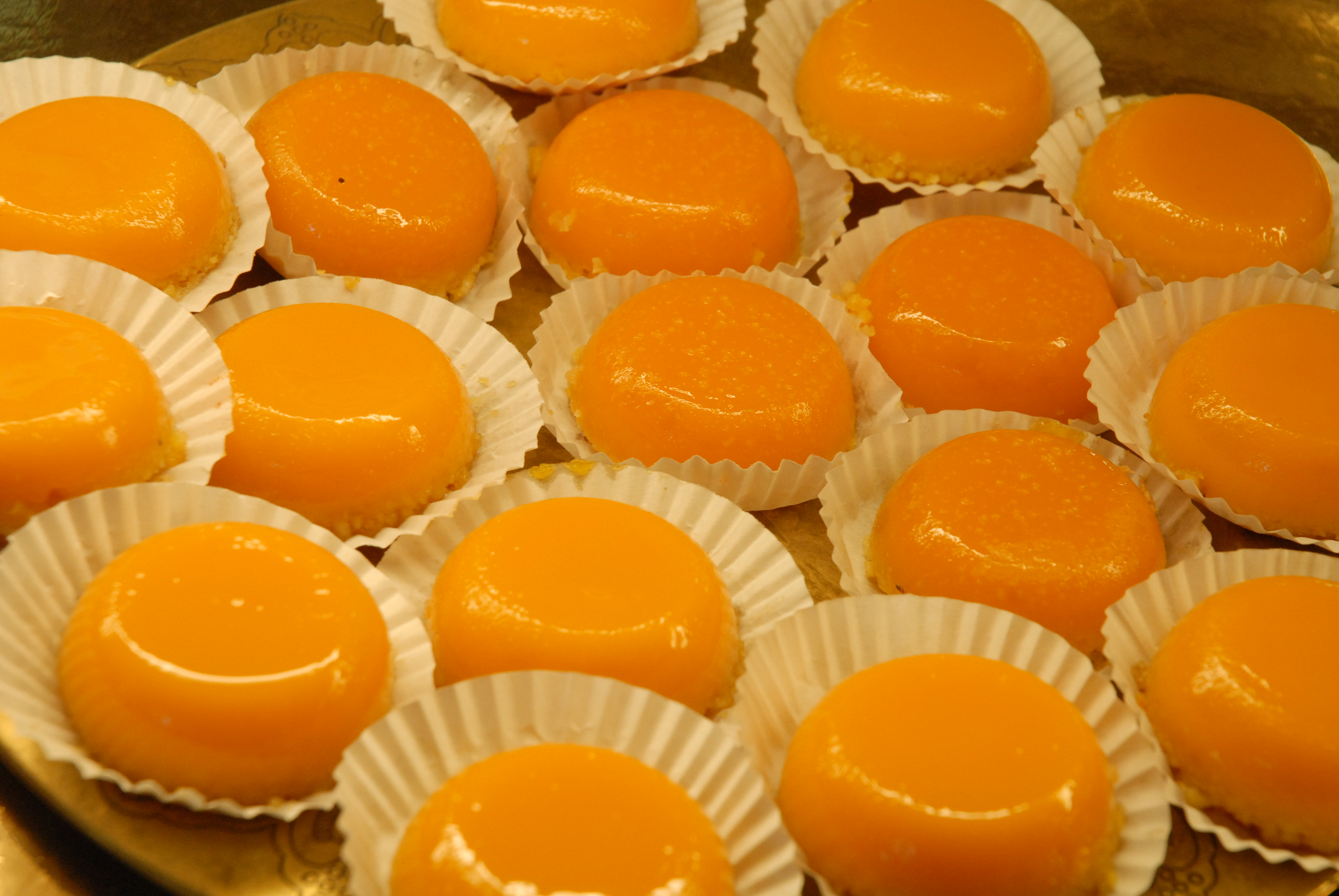
Бриза-ду-Лис (Brisa do Lis)

- Morcelas
- Jerimús
- Madalenas do Convento
- Doce de viúvas
- Bolo de nozes de Bragança
- Sestas
- Pitos de Santa Luzia
- Creme da madre Joaquina
- Velharoco
- Queijadas de gila

### Бейра-Литорал
- Pastel do Lorvão
- Nabada de Semide
- Morcelas de Arouca
- Arrufada
- Nógado de Semide
- Pudim de Ovos das Clarissas (Coimbra)

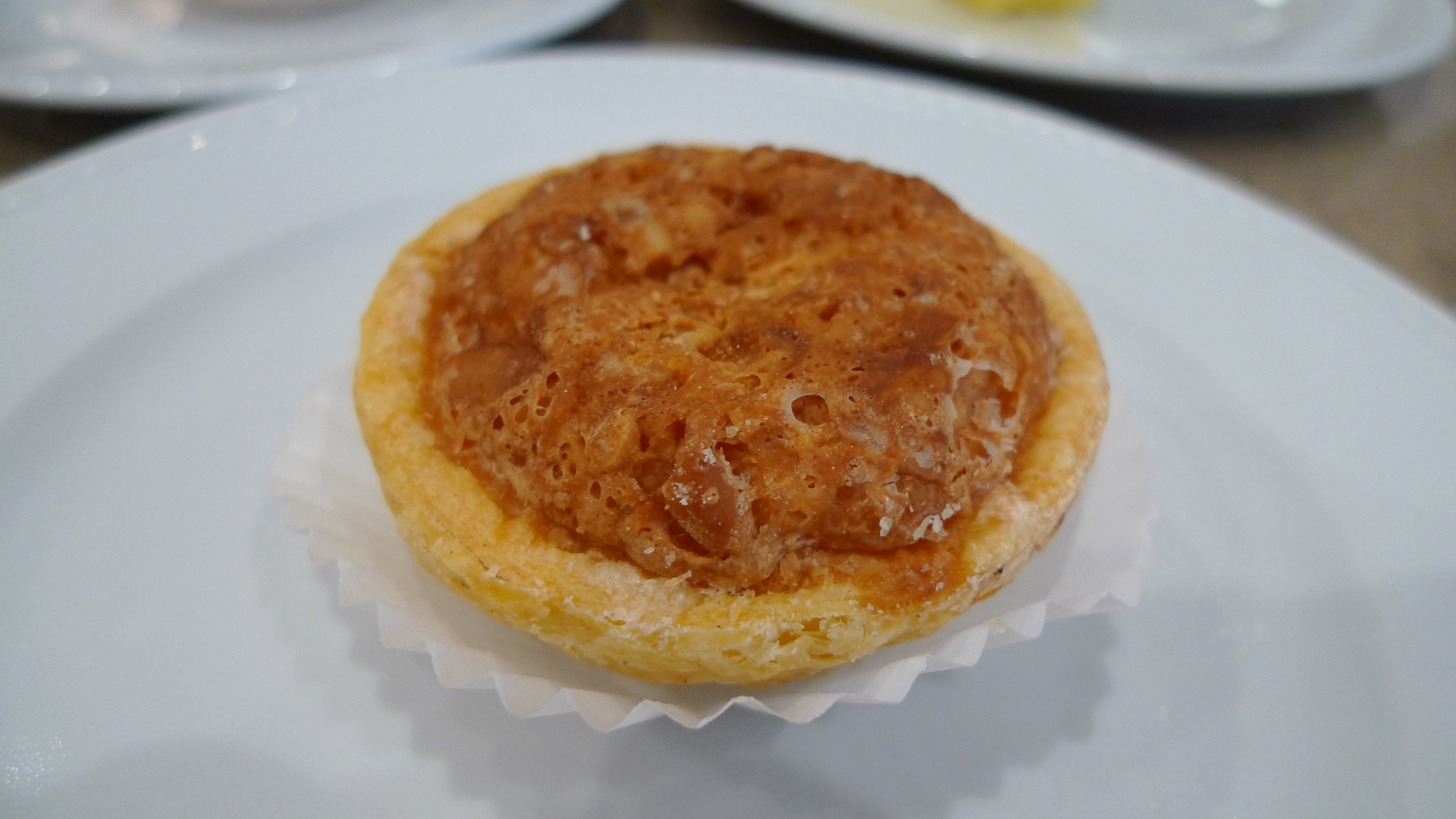
Паштел-де-фежиу (Pastel de feijão)

- Melícias
- Trouxas de ovos moles
- Manjar Branco
- Кейжада
- Паштел-де-Тентугал
- Овуш-молеш-де-Авейру

### Бейра-АлтаиБейра-Байша
- Lâminas
- Grade
- Bolo de São Vicente
- Argolinhas do Loreto
- Taroucos de Salzedas
- Esquecidos
- Cavacas de Santa Clara
- Bica
- Bolo Paraíso
- Bolo São Francisco
- Sardinhas Doces de Trancoso

### Рибатежу

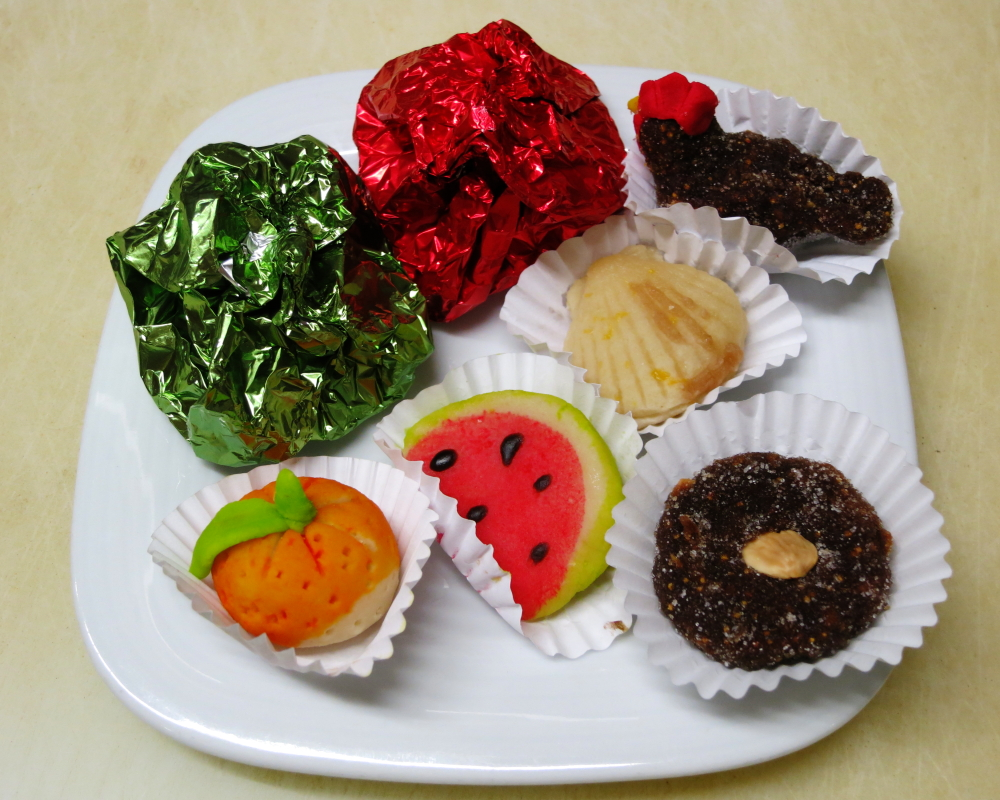
Дом Родриго (верхний левый угол) и марципан

- Sonhos da Esperança
- Sopapo do Convento
- Palha de Abrantes
- Celeste de Santarém
- Фатиаш-де-Томар
- Тейжелада
- Broas das Donas
- Bica

### Эштремадура

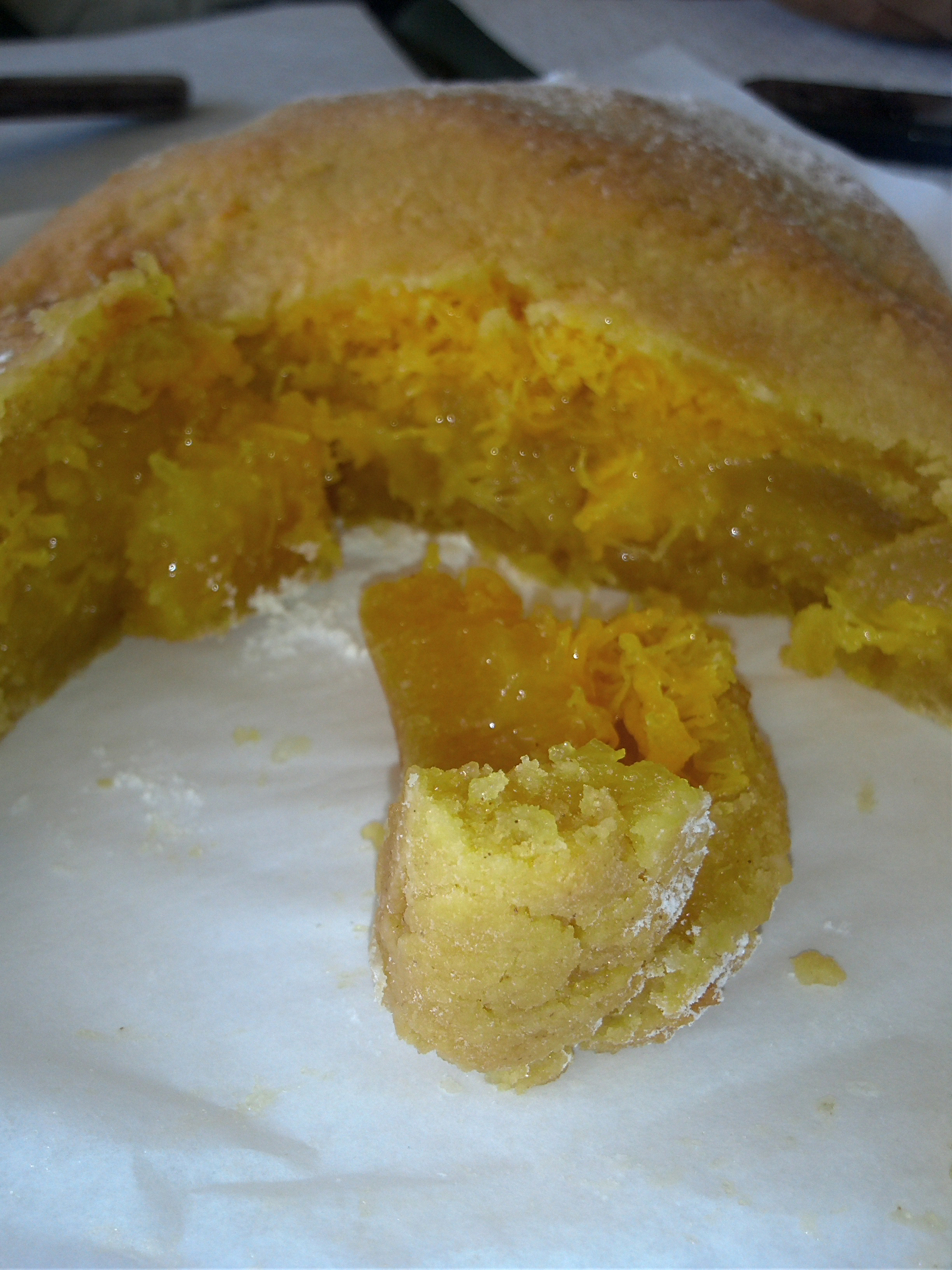
Хлеб Рала-Аберто

- Bom bocado
- Argolas
- Travesseiros
- Tibornas
- Bolos de Abóbora
- Бриза-ду-Лиш
- Delícias de Frei João
- Fitas de Páscoa
- Castanhas de Ovos
- Marmelada Branca de Odivelas
- Pão-de-Ló de Alfeizerão
- Nozes de Cascais
- Паштел-де-фейжиу (порт. Pastel de feijão)

### Алентежу
- Bolo podre
- Fatias reais
- Bolo de chavão
- Coalhada do Convento
- Biscoitos do Cardeal
- Padinhas
- Almendrados
- Orelhas de Abade
- Sopa dourada de Santa Clara
- Bom bocado
- Encharcada
- Sericaia
- Pão de rala
- Formigos
- Tiborna de Ovos
- Torrão Real de Ovos
- Bolo Fidalgo
- Queijo Dourado
- Presunto Doce

### Алгарви

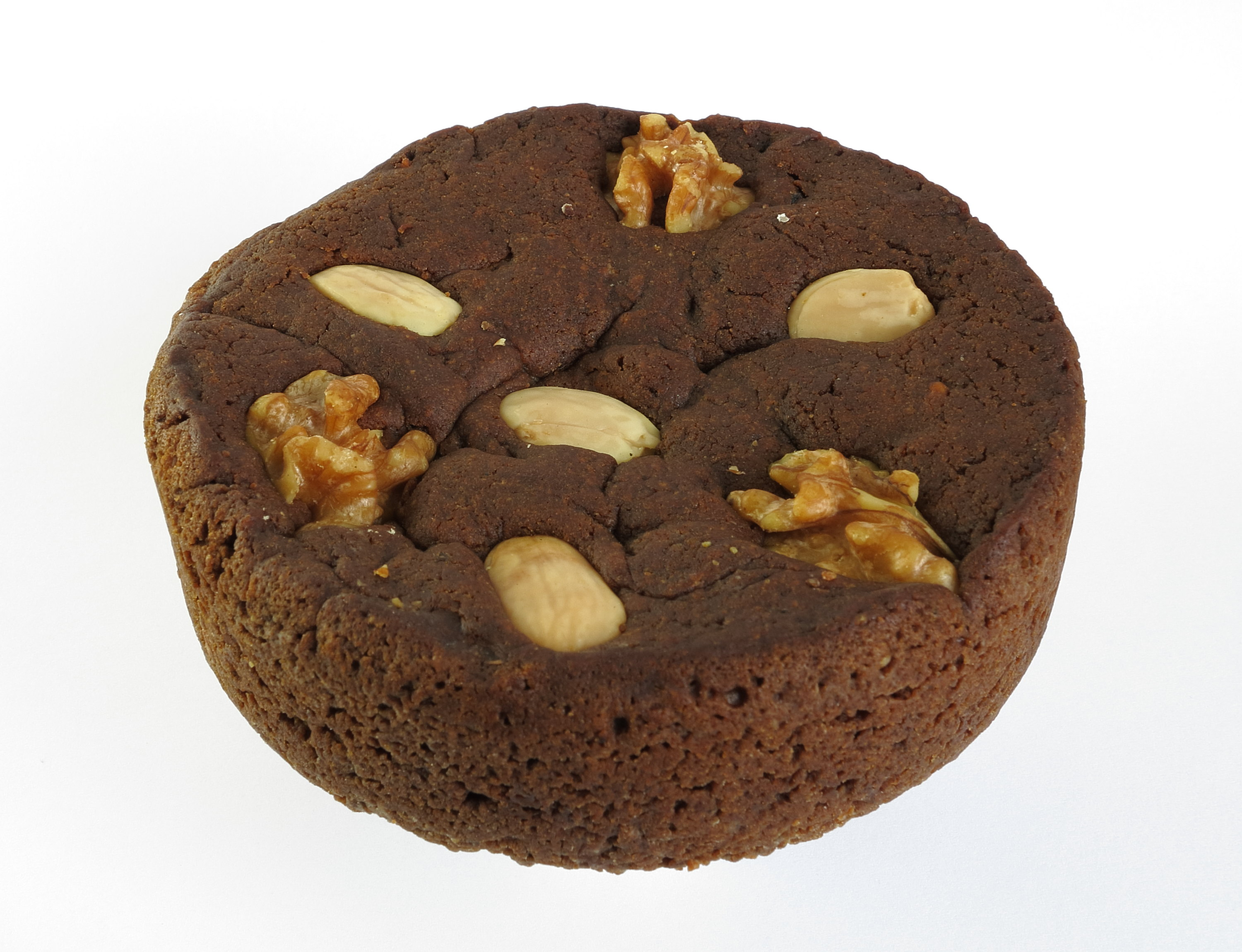
Болу-де-мел

- Biscoita
- Bolo de alfarroba
- Bolo de chila e amêndoa
- Bolo de amêndoas e nozes
- Doce fino
- Morgado
- Queijo de figo
- Queijinhos
- Dom Rodrigo
- Massapão
- Pudim da Serra
- Torta de alfarroba
- Torta de amêndoa

### Мадейра

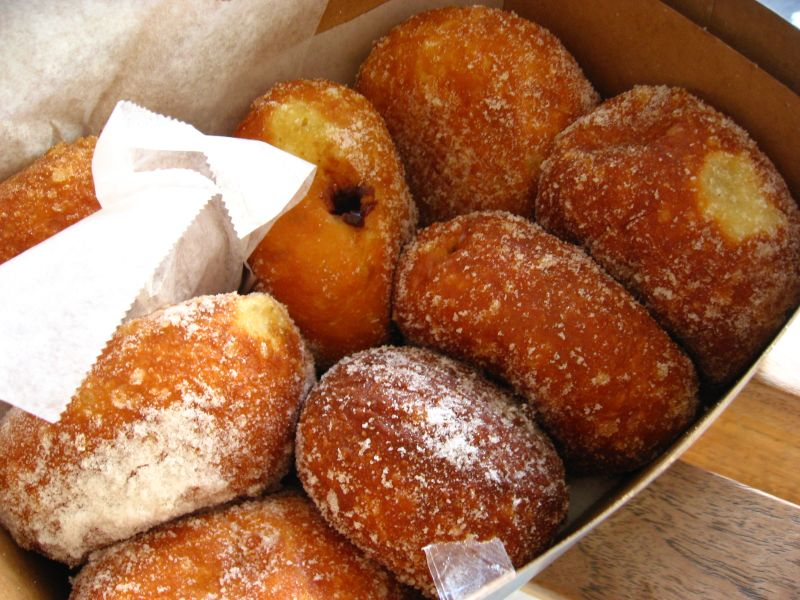
Маласада

- Bolo preto
- Болу-де-мел
- Bolinhos de azeite
- Mexericos de freiras
- Frangolho
- Creme de chocolate madeirense

### Азорские острова
- Bolo micaelense
- Bolo do diabo
- Hóstias de amêndoa
- Маласада
- Rendilhado
- Coquinho
- Cornucópia
- Pudim Irmã Bensaúde